# Portrait of an American Girl
| Оценки критиков | Оценки критиков |
| Источник        | Оценка          |
| --------------- | --------------- |
| AllMusic        | [ 1 ]           |

Portrait of an American Girl — двадцать восьмой студийный альбом американской певицы Джуди Коллинз, выпущенный 29 марта 2005 года на её собственном лейбле Wildflower Records.

## Об альбоме
Фактически, это первый полноценный студийный альбом певицы (в привычном понимании этого слова) с 1990 года, когда был выпущен альбом Fires of Eden, в последующие годы певица занималась в основном тематическими альбомами (рождественские, детские, трибьюты). В новый альбом певица включила пять авторских композиций.

## Отзывы критиков
Уильям Рульманн из AllMusic дал положительную оценку альбому, заявив, что в свои 65 лет певица продолжает демонстрировать превосходный музыкальный вкус и свой замечательный вокал.

## Список композиций
| №                   | Название                        | Автор(ы)                                                   | Длительность |
| ------------------- | ------------------------------- | ---------------------------------------------------------- | ------------ |
| 1.                  | «Singing Lessons»               | Джуди Коллинз                                              | 4:05         |
| 2.                  | «That Song About the Midway»    | Джони Митчелл                                              | 4:09         |
| 3.                  | «Can’t Cry Hard Enough»         | Марвин Этциони, Дэвид Уильямс                              | 3:18         |
| 4.                  | «You Can’t Buy Love»            | Джони Митчелл                                              | 3:13         |
| 5.                  | «Pacing the Cage»               | Брюс Кокбёрн                                               | 4:02         |
| 6.                  | «Sally Go ’Round the Roses»     | Эбнер Спектор                                              | 3:27         |
| 7.                  | «Voyager»                       | Джуди Коллинз                                              | 3:01         |
| 8.                  | «Drops of Jupiter (Tell Me)»    | Чарли Колин, Роб Хотчкисс, Джеймс Стаффорд, Скотт Андервуд | 4:03         |
| 9.                  | «Wedding Song (Song for Louis)» | Джуди Коллинз                                              | 3:51         |
| 10.                 | «Checkmate»                     | Джуди Коллинз                                              | 6:07         |
| 11.                 | «Liberté»                       | Джон Беттис, Стив Дорфф                                    | 3:08         |
| 12.                 | «Lincoln Portrait»              | Аарон Копленд                                              | 7:13         |
| 13.                 | «How Can I Keep from Singing?»  | Джуди Коллинз, Роберт Лоури, Пит Сигер                     | 3:53         |
| Общая длительность: | Общая длительность:             | Общая длительность:                                        | 53:30        |